# Phare du Grand-Charpentier
Pour les articles homonymes, voir Phare (homonymie) et Charpentier (homonymie).
Le phare du Grand-Charpentier est un phare en mer, situé à 1,3 mille marin au large de la pointe de Chémoulin de Saint-Nazaire et de son sémaphore. Il jalonne le chenal de navigation de l’estuaire de la Loire et du Grand port maritime de Nantes-Saint-Nazaire, en Loire-Atlantique. Il est inscrit aux monuments historiques depuis le 22 novembre 2011.

## Estuaire de la Loire
Situé sur le plateau rocheux des Charpentiers, ce phare fait partie du dispositif de signalisation maritime du chenal de navigation de l’estuaire de la Loire et du Grand port maritime de Nantes-Saint-Nazaire, avec entre autres les phare de la Banche, phare du Pilier, phare d'Aiguillon, phare de la pointe Saint-Gildas, phare de Kerlédé, balise des Morées, et phare de Ville-ès-Martin.

## Historique

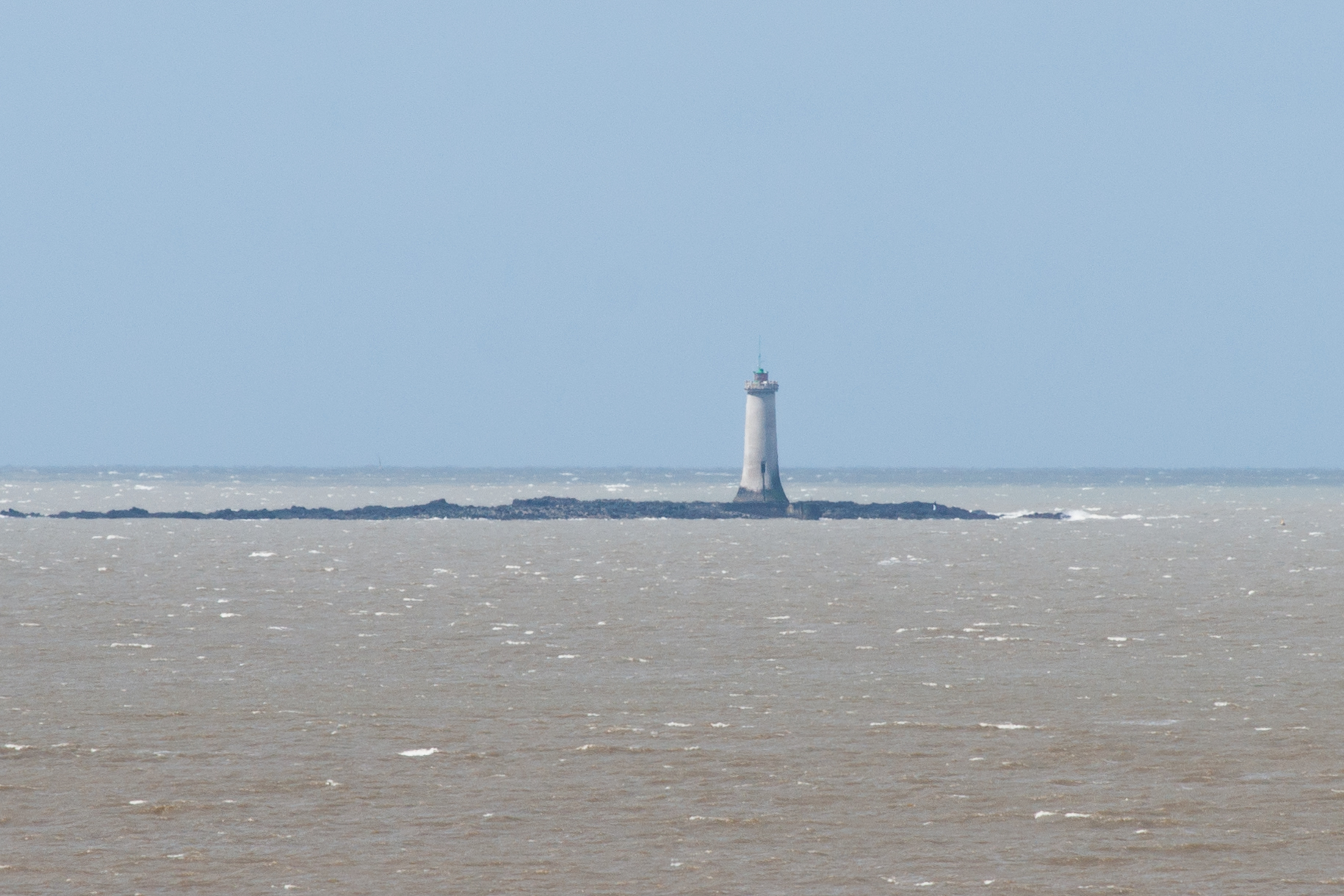

En 1808, l'architecte nantais Mathurin Crucy propose un plan du phare inspiré par la campagne d'Égypte de Napoléon Bonaparte. Signé le 28 juillet 1808, ce projet d'un phare pyramidal est un élément d'un vaste projet d'aménagement du port de Saint-Nazaire conçu par les frères Crucy, qui possèdent ensemble une société d'armateurs. Mathurin Crucy propose à Napoléon l'ensemble du projet lors de la visite de celui-ci à Nantes du 8 au 10 août 1808, l'Empereur allant jusqu'à effectuer le voyage jusqu'à l'embouchure de l'estuaire. L'idée des Crucy fait son chemin, mais le projet de phare pyramidal reste à l'état de dessin.
Dès 1826, une balise en fer sur les rochers des Charpentiers, signale l'embouchure de la Loire. En 1850, une tourelle en maçonnerie la remplace. Elle est reconstruite en 1877 après une forte tempête. En 1887, elle est de nouveau détruite.
En 1888, une tour cylindrique de 25 m de haut reçoit un feu à éclats réguliers (5 secondes à secteurs rouges, blancs et verts). Pendant la guerre de 1939-45, le phare est éteint. Il est rallumé dès le 13 août 1945. En 1954, il est équipé d'un aérogénérateur pour charger les batteries d'accumulateurs du poste émetteur-récepteur. En 1966, un câble électrique sous-marin de 3 000 W assure l'autonomie de son nouveau feu électrique. En 1967, une plateforme pour hélicoptère est installée sur sa lanterne. Elle sera démontée en 1987. En 1969, l'automatisation est réalisée, mais les gardiens resteront jusqu'en 1972.
C'est dans les parages du phare des Charpentiers qu'a lieu, le 17 juin 1940,  le naufrage du RMS Lancastria, coulé par les Allemands au début de la Seconde Guerre mondiale.

## Phare actuel
Construit de 1884 à 1887, le phare actuel de près de 25 m de haut, est de couleur grise avec une lanterne verte. Il ne se visite pas. Son accès est difficile : seul un canot peut aborder, avant la basse mer, à une petite jetée de 56 m de long.